# Festival di Berlino 1988

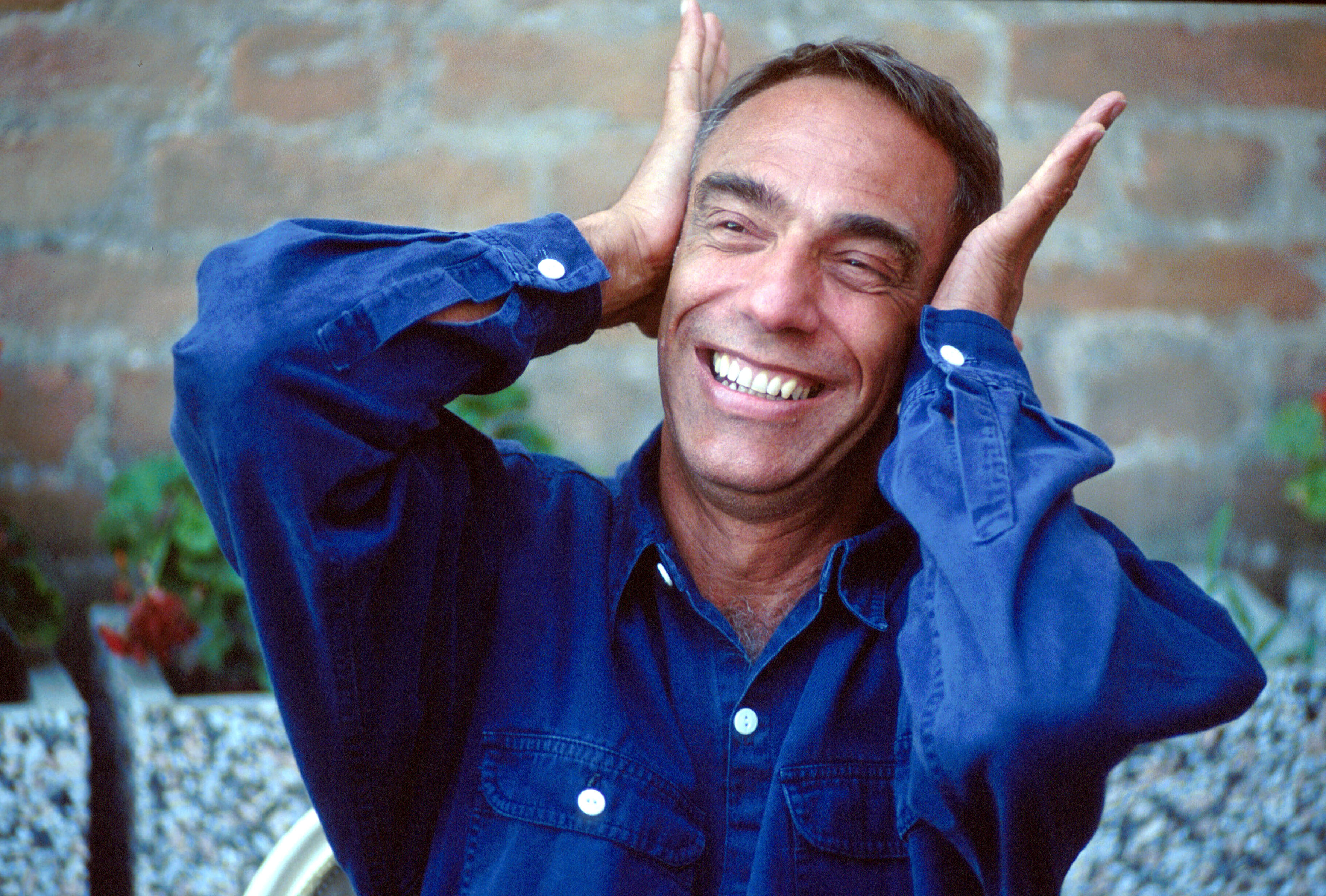
Il regista britannico Derek Jarman, vincitore del premio CICAE e di due Teddy Awards per The Last of England.

La 38ª edizione del Festival internazionale del cinema di Berlino si è svolta a Berlino dal 12 al 23 febbraio 1988, con lo Zoo Palast come sede principale. Direttore del festival è stato per il nono anno Moritz de Hadeln.
L'Orso d'oro è stato assegnato al film cinese Sorgo rosso di Zhang Yimou.
L'Orso d'oro alla carriera è stato assegnato all'attore Alec Guinness, mentre la Berlinale Kamera è stata assegnata all'attore, regista e produttore Richard Attenborough, al cantautore e compositore Chuck Berry, all'attrice Ellen Burstyn e al giornalista e critico cinematografico Guglielmo Biraghi, presidente della giuria internazionale in questa edizione.
Il festival è stato aperto da Linie 1 di Reinhard Hauff ed è stato chiuso da L'impero del sole di Steven Spielberg, entrambi proiettati fuori concorso.
La retrospettiva di questa edizione, intitolata "Colour - The History of Colour Film", è stata dedicata all'uso del colore nel cinema a partire dall'epoca del muto ed ha incluso film come I vichinghi di Roy William Neill (1928, primo film girato interamente in Technicolor Process 3), Il sentiero del pino solitario di Henry Hathaway (1936, primo film in Technicolor girato in esterni) e Il barone di Münchhausen di Josef von Báky (1943, primo lungometraggio girato con pellicola Agfacolor).

## Storia
(Il regista russo Aleksandr Askol'dov, vincitore del premio speciale della giuria per La commissaria))
Sulla scia della glasnost' di Michail Gorbačëv, la Berlinale del 1988 confermò il ruolo assunto l'anno precedente come piattaforma per i nuovi film sovietici. Uno dei più apprezzati fu La commissaria di Aleksandr Askol'dov, storia di una commissaria disillusa (interpretata da Nonna Mordjukova) che trova rifugio presso una famiglia ebrea durante la guerra civile russa del 1917-1922. Realizzato nel 1967, il film era stato accusato di "calunniare la rivoluzione" e di fare "propaganda sionista" e bandito fino al luglio 1987, quando era stato proiettato al Festival cinematografico internazionale di Mosca. La sua uscita al Festival di Berlino, accompagnata dal gran premio della giuria, fu considerata un'ulteriore indicazione dei cambiamenti nella politica culturale sovietica e il regista ricordò in seguito la Berlinale del 1988 come «probabilmente l'evento più importante della mia vita». Sul Frankfurter Rundschau, il critico Wolfram Schütte definì il film «unico nella storia del cinema sovietico. Il suo soggetto e l'estetica richiamano le storie di Isaak Babel' sulla cavalleria russa di Budënnyj nella loro intensità creativa e fisica e nel modo in cui Askol'dov è in grado di dare una descrizione amorevole e divertente della vita ebraica all'ombra di pericoli sempre presenti».
«L'unica offerta è stata Strana la vita di Giuseppe Bertolucci. Potrà essere un giudizio discutibile, ma nella commissione di selezione non ha avuto la maggioranza dei voti. L'Anica s'è svegliata a metà gennaio, mandando in cassetta sette film, tipicamente di second'ordine. C'erano pronti La visione del sabba di Marco Bellocchio, Come sono buoni i bianchi! di Marco Ferreri, non ce li hanno sottoposti... La mia impressione è che l'Anica sottovaluti da anni il FilmFest... Resta il nostro amore per il cinema italiano. Anche per darne un segnale abbiamo voluto come presidente della giuria un critico italiano, Guglielmo Biraghi... girando da mesi per il mondo internazionale del cinema ho constatato quanto Biraghi, da Los Angeles a Tokyo a Mosca a Parigi, goda ovunque della massima stima, del maggiore rispetto, di grandi simpatie».(Moritz de Hadeln)
Ma ci furono anche altri presagi di cambiamento: fino a poco tempo prima sarebbe stato impensabile per il pubblico occidentale assistere a film come Storia di Asja Kljačina che amò senza sposarsi di Andrej Končalovskij (1967), Die Russen kommen di Heiner Carow (1968), Matka Królów del polacco Janusz Zaorski o il documentario sovietico Bol'se sveta! di Marina Babak. A completare questo elenco anche Einer trage des anderen Last di Lothar Warneke, film della Germania Est che affrontava criticamente le contraddizioni e i miti fondanti della DDR. A proposito dell'assenza di film sovietici contemporanei, il direttore Moritz de Hadeln rispose così a Lietta Tornabuoni del quotidiano La Stampa: «A Mosca abbiamo visto 17 film, nessuno ci è parso adeguato. "Glasnost'" e "perestrojka" sono belle parole, ma ci vorranno due, tre anni perché queste parole diventino film».
Se da una parte la presenza di film censurati o boicottati provenienti dall'Europa dell'Est fu accolta con favore dagli addetti ai lavori, una critica mossa nei confronti di questa edizione riguardò la crescente presenza di grandi produzioni hollywoodiane che sarebbero uscite nei cinema subito dopo il festival. Sul Frankfurter Rundschau, Wolfram Schütte accusò la direzione di aver trasformato il festival in una «Cape Canaveral dove le major americane possono lanciare i loro razzi». «Per caso ci sono stati offerti molti film americani alla vigilia della loro uscita in Europa», fu la replica di de Hadeln, «per caso la produzione americana attraversa un momento forte. Non conosco alcun direttore di festival che avrebbe detto no a Woody Allen o a Steven Spielberg, che avrebbe rifiutato i gran ritratti femminili di Cher, Holly Hunter, Barbra Streisand in Stregata dalla luna, Dentro la notizia - Broadcast News, Pazza, che avrebbe trascurato due film con implicazioni politiche come Walker - Una storia vera di Cox o Grido di libertà di Attenborough». Accanto alle presenze dell'Europa orientale o di film come Jane B. par Agnès V. e Kung-Fu Master, una doppia "dichiarazione d'amore" di Agnès Varda a Jane Birkin, le produzioni hollywoodiane sembrarono piuttosto commerciali e fecero apparire ad alcuni la spesso evocata "funzione mediatrice" della Berlinale come un eufemismo per gli interessi di esportazione di Hollywood.

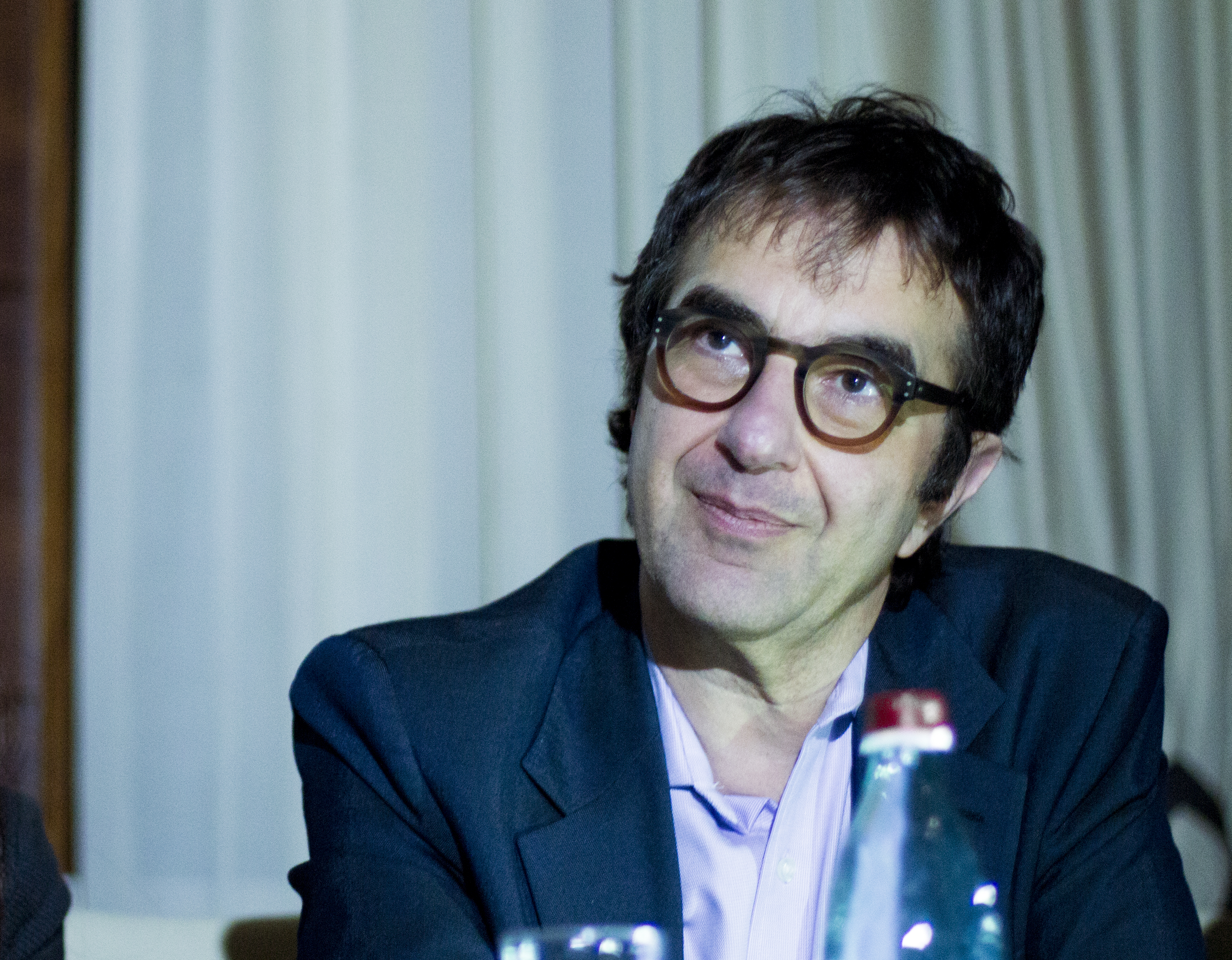
Il regista Atom Egoyan, nel Forum con il suo secondo lungometraggio Black Comedy.

Il programma di quest'anno, le cui dimensioni erano viste dai critici sempre più come "gigantomaniache", presentò numerose retrospettive e rassegne distribuite nelle varie sezioni, tra cui un esteso focus asiatico. Il film in concorso Sorgo rosso di Zhang Yimou, una ballata sanguinosa e spietata della Cina degli anni trenta, fu il primo film cinese a vincere l'Orso d'Oro. La decisione della giuria internazionale non solo rese onore alla qualità cinematografica del film, ma fu anche intesa come una dichiarazione di solidarietà con le forze liberali cinesi, all'epoca una decisione abbastanza coraggiosa (la protesta di piazza Tienanmen sarebbe arrivata più di un anno dopo).
Il Forum internazionale del giovane cinema presentò il nuovo cinema asiatico con film provenienti da Corea del Sud, Cina, Hong Kong, Filippine e Vietnam, riflettendo un interesse tematico che era già una tradizione in questa sezione e che l'avrebbe plasmata ancora di più in futuro. Tra i più importanti il film di apertura Babo seoneon del regista coreano Lee Jang-ho, definito «una furia cinematografica sperimentale» dallo storico del cinema Wolfgang Jacobsen, e Shu jian en chou lu di Ann Hui, un'epopea ambientata nella Cina del XVIII secolo che il critico Whilelm Roth giudicò sul Frankfurter Rundschau «il Kung fu film definitivo». Oltre a una serie di film indiani e un omaggio a Totò, il Forum proiettò Black Comedy, secondo lungometraggio di Atom Egoyan che come Aleksandr Askol'dov definì il Festival di Berlino un'esperienza cruciale nella sua carriera: «Sono stato completamente sopraffatto da quella sera al Delphy e sono grato al Forum per aver coltivato un pubblico così esigente, curioso e progressista».
I responsabili del Forum espressero lamentele per la mancanza di differenziazione con la sezione Panorama, che quest'anno incluse tra l'altro retrospettiva sul cinema greco e australiano, un ampio programma di documentari dai Paesi baltici messo insieme in collaborazione con il Festival del documentario di Nyon e film come Cura la tua destra... di Jean-Luc Godard, Missile di Frederick Wiseman e Grasso è bello di John Waters. Nato nel 1980 come Info-Schau, uno spazio destinato a film esclusi dal concorso, sotto la direzione di Manfred Salzgeber il Panorama aveva acquisito nel tempo un profilo che alcuni cominciavano a vedere quasi indistinguibile da quello del Forum. I criteri di selezione non differivano più così tanto come in passato e nacque così una sorta di rivalità tra le due sezioni. Terminato il festival, il comitato consultivo ammonì il Panorama di ridimensionare la sua programmazione, una formulazione che però non teneva conto del fatto che le sezioni dovevano definire la loro immagine piuttosto che essere "modeste" al riguardo.

## Giurie

### Giuria internazionale
- Guglielmo Biraghi, giornalista e critico cinematografico (Italia) - Presidente di giuria[13][14][5]
- Ellen Burstyn, attrice (Stati Uniti)
- Heiner Carow, regista e sceneggiatore (Germania Est)
- Eberhard Junkersdorf, produttore cinematografico (Germania Ovest)
- Tom Luddy, produttore cinematografico e co-fondatore del Telluride Film Festival (Stati Uniti)
- Heinz Rathsack, storico del cinema (Germania Ovest)
- Daniel Schmid, regista e sceneggiatore (Svizzera)
- Andrej Smirnov, attore, regista e sceneggiatore (Unione Sovietica)
- Tilda Swinton, attrice (Regno Unito)
- Anna-Lena Wibom, produttrice cinematografica (Svezia)
- Pavlos Zannas, scrittore e critico cinematografico (Grecia)

### Kinderjury
Il premio riservato alla sezione Kinderfilmfest è stato assegnato da una giuria composta da membri di età compresa tra 11 e 14 anni, selezionati dalla direzione del festival attraverso questionari inviati l'anno precedente.

## Selezione ufficiale

### In concorso
- Ägget, regia di Daniel Bergman (Svezia)
- Arabeschi sul tema Pirosmani (Arabeskebi Pirosmanis temaze), regia di Sergej Paradžanov (Unione Sovietica)
- Av Zamani, regia di Erden Kiral (Turchia)
- Chausseestraße 126, regia di Volker Steinkopff (Germania Est)
- La commissaria (Komissar), regia di Aleksandr Askol'dov (Unione Sovietica)
- Copie Film, regia di Pascal Rémy (Francia)
- Dentro la notizia - Broadcast News (Broadcast News), regia di James L. Brooks (Stati Uniti)
- La deuda interna, regia di Miguel Pereira (Argentina)
- Deux pas de deux, regia di Klaus Naumann (Germania Ovest)
- Dostoevskij - I demoni (Les possédés), regia di Andrzej Wajda (Francia)
- Einer trage des anderen Last, regia di Lothar Warneke (Germania Est)
- Einsatz aus besonderem Anlass, regia di Joachim Kreck (Germania Ovest)
- Ground Zero, regia di Bruce Myles e Michael Pattinson (Australia)
- Hudodelci, regia di Franci Slak (Jugoslavia)
- Jane B. par Agnès V., regia di Agnès Varda (Francia)
- Jarrapellejos, regia di Antonio Giménez Rico (Spagna)
- Kung-Fu Master, regia di Agnès Varda (Francia)
- Láska na první pohled, regia di Pavel Koutský (Cecoslovacchia)
- Der letzte Raucher, regia di Jürgen Podzkiewitz (Germania Ovest)
- Life Classes, regia di William D. MacGillivray (Canada)
- Matka Królów, regia di Janusz Zaorski (Polonia)
- Nachts, regia di Maris Pfeiffer (Germania Ovest)
- Oblast, regia di Zdravko Barisic (Jugoslavia)
- Phera, regia di Buddhadev Dasgupta (India)
- Présence féminine, regia di Éric Rochant (Francia)
- Rige, regia di Costas Kapakas (Grecia)
- Il sogno di Red (Red's Dream), regia di John Lasseter (Stati Uniti)
- Sorgo rosso (Hong gao liang), regia di Zhang Yimou (Cina)
- Stregata dalla luna (Moonstruck), regia di Norman Jewison (Stati Uniti)
- Tetovált falak, regia di László Sántha (Ungheria)
- Theofilos, regia di Lakis Papastathis (Grecia)
- Tocade, regia di Michel Murray (Canada)
- Unusual Ground Floor Conversion, regia di Mark Herman (Regno Unito)
- Walker - Una storia vera (Walker), regia di Alex Cox (Stati Uniti, Messico, Spagna)
- Wohin?, regia di Herbert Achternbusch (Germania Ovest)
- Xuan mei ji, regia di Wang Shuchen (Cina)
- Yasemin, regia di Hark Bohm (Turchia, Germania Ovest)

### Fuori concorso
- Alice (Neco z Alenky), regia di Jan Švankmajer (Cecoslovacchia, Svizzera, Regno Unito, Germania Ovest)
- Bol'se sveta!, regia di Marina Babak (Unione Sovietica)
- Grido di libertà (Cry Freedom), regia di Richard Attenborough (Regno Unito)
- Hail! Hail! Rock 'n' Roll (Chuck Berry Hail! Hail! Rock 'n' Roll), regia di Taylor Hackford (Stati Uniti)
- L'impero del sole (Empire of the Sun), regia di Steven Spielberg (Stati Uniti)
- Linie 1, regia di Reinhard Hauff (Germania Ovest)
- Little Dorrit, regia di Christine Edzard (Regno Unito)
- Pazza (Nuts), regia di Martin Ritt (Stati Uniti)
- Powaqqatsi, regia di Godfrey Reggio (Stati Uniti)
- Settembre (September), regia di Woody Allen (Stati Uniti)
- Storia di Asja Kljačina che amò senza sposarsi (Istorija Asi Kljačinoj, kotoraja ljubila, da ne vyšla zamuž), regia di Andrej Končalovskij (Unione Sovietica)

### Panorama

#### Il nuovo cinema australiano
- 1942: i 15 anni di Emma (Emma's War), regia di Clytie Jessop (Australia)
- Australian Dream, regia di Jackie McKimmie (Australia)
- Burke & Wills, regia di Graeme Clifford (Australia)
- Cane Toads: An Unnatural History, regia di Mark Lewis (Australia)
- Feathers, regia di John Ruane (Australia)
- Fran, regia di Glenda Hambly (Australia)
- The Fringe Dwellers, regia di Bruce Beresford (Australia)
- Monkey Grip, regia di Ken Cameron (Australia)
- My First Wife, regia di Paul Cox (Australia)
- Nice Coloured Girls, regia di Tracey Moffatt (Australia)
- Le ombre del pavone (Echoes of Paradise), regia di Phillip Noyce (Australia)
- Retro, regia di Peter Callas (Australia)
- Silver City, regia di Sophia Turkiewicz (Australia)
- La spiaggia vuota (The Empty Beach), regia di Chris Thomson (Australia)
- The Surfer, regia di Frank Shields (Australia)
- Traps, regia di John Hughes (Australia)
- Unfinished Business, regia di Bob Ellis (Australia)
- We of the Never Never, regia di Igor Auzins (Australia)
- With Love to the Person Next to Me, regia di Brian McKenzie (Australia)

#### Il nuovo cinema greco
- 120 decibel, regia di Vasilis Vafeas (Grecia)
- Doxobus, regia di Fotos Lambrinos (Grecia)
- Genethlia poli, regia di Takis Papayannidis (Grecia)
- O paradissos anigi me antiklidi, regia di Vassilis Buduris (Grecia)
- Terirem, regia di Apostolos C. Doxiadis (Grecia)

#### Documentari dai Paesi baltici
- 103 dienos, regia di Aleksandras Digimas (Unione Sovietica)
- 235.000.000, regia di Uldis Brauns, Biruta Veldre e Laima Žurgina (Unione Sovietica)
- Aizliegta zona, regia di Herz Frank (Unione Sovietica)
- Augstaka tiesa, regia di Herz Frank (Unione Sovietica)
- Cine-journal Riga, regia di Ėduard Tissė (Unione Sovietica)
- Dainoriai, regia di Henrikas Šablevičius (Unione Sovietica)
- Dzimta zeme, regia di Nikolay Karmazinskiy e A. Jevskovskis (Unione Sovietica)
- Edgara Kaulina pedejie svetki, regia di Herz Frank (Unione Sovietica)
- Ilja Isaakowich i Margarita Prokofjevna, regia di Ivan Dychovičnyj (Unione Sovietica)
- Jaanipäev, regia di Andres Sööt (Unione Sovietica)
- Kihnu mees, regia di Mark Soosaar (Unione Sovietica)
- Kolhoos 'Uus Elu', regia di Vladimir Parvel (Unione Sovietica)
- Künnimehe väsimus, regia di Jüri Müür e Enn Säde (Unione Sovietica)
- Laisvés kaina, regia di Linas Lazėnas (Unione Sovietica)
- Leelo, regia di Jüri Müür (Unione Sovietica)
- 'Lituanikos' sparnai, regia di Robertas Verba (Unione Sovietica)
- Lomi, regia di Aivars Freimanis (Unione Sovietica)
- Mano draugi, regia di Viktoras Starošas (Unione Sovietica)
- Marathon, regia di Andres Sööt (Unione Sovietica)
- Mekleju virieti, regia di Ivars Seleckis (Unione Sovietica)
- Mitut värvi haldjad, regia di Peeter Simm (Unione Sovietica)
- Mums nebaisūs jokie priešai, regia di Edmundas Zubavičius (Unione Sovietica)
- Muzs, regia di Herz Frank (Unione Sovietica)
- Pareizas cels, regia di Nikolay Karmazinskiy e A. Jevskovskis (Unione Sovietica)
- Paskutiné vienkiemio vasara, regia di Robertas Verba (Unione Sovietica)
- Plotina, regia di Vladimir Petrov (Unione Sovietica)
- Post scriptum senam filmui, regia di Viktoras Starošas e Rimtautas Šilinis (Unione Sovietica)
- Randas, regia di Rimtautas Šilinis (Unione Sovietica)
- Retk läbi Setumaa, regia di Johannes Pääsuke (Unione Sovietica)
- Risk, regia di Dmitri Barshchevsky (Unione Sovietica, Cecoslovacchia, Germania Ovest, Giappone)
- Ruhnu saar, regia di Theodor Luts (Unione Sovietica)
- Sergejs Eizenšteins. Post scriptum, regia di Ansis Epners (Unione Sovietica)
- Sergejs Eizenšteins. Priekšvārds, regia di Ansis Epners (Unione Sovietica)
- Simtameciu godos, regia di Robertas Verba (Unione Sovietica)
- Strādnieks, regia di Uldis Brauns (Unione Sovietica)
- Strēlnieku zvaigznājs, regia di Juris Podnieks (Unione Sovietica)
- Svajos ir likimai, regia di Viktoras Starošas (Unione Sovietica)
- Uhepuulotsik, regia di Mark Soosaar (Unione Sovietica)
- Uzuoveja, regia di Edmundas Zubavičius (Unione Sovietica)
- Vai vegli but jaunam?, regia di Juris Podnieks (Unione Sovietica)
- Vakardziesma, regia di Andris Slapiņš (Unione Sovietica)
- Vakaro barikados, regia di Edmundas Zubavičius (Unione Sovietica)
- Väljak, regia di Leo Ilves (Unione Sovietica)
- Varamu?, regia di Peeter Tooming (Unione Sovietica)
- Vecaks par 10 minutem, regia di Herz Frank (Unione Sovietica)
- Vel Sizifs akmeni, regia di Juris Podnieks (Unione Sovietica)
- Verkiu ir dainuoju, regia di Edmundas Zubavičius (Unione Sovietica)
- Vincas Svirskis, regia di Robertas Verba (Unione Sovietica)

#### Altri film
- 50 Years Of Action, regia di Douglass M. Stewart Jr. (Stati Uniti)
- Adrian und die Römer, regia di Klaus Bueb e Thomas Mauch (Germania Ovest)
- Aids And The Arts, regia di Lee Koromvokis (Stati Uniti)
- Der Akt, regia di Monika Schuh-Wibmer (Austria)
- Al di là di tutti i limiti (Less Than Zero), regia di Marek Kanievska (Stati Uniti)
- Alfalfa, regia di Richard Kwietniowski (Regno Unito)
- Die Alleinseglerin, regia di Herrmann Zschoche (Germania Est)
- Alm-Animal-Animation, regia di Lisi Frischengruber (Austria)
- Amoureuse, regia di Jacques Doillon (Francia)
- L'amour selon Jeanne, regia di Valérie Deschènes (Francia)
- Am Ziel, regia di Gerald Distl (Austria)
- Anita: Tänze des Lasters, regia di Rosa von Praunheim (Germania Ovest)
- Gli anni critici (The Critical Years), regia di Gérald L'Ecuyer (Canada, Stati Uniti)
- Baba-It, regia di Jonathan Sagall (Israele)
- Back to Fucking Cambridge, regia di Terese Panoutsopoulos (Austria)
- Die Basis des Make-Up, regia di Heinz Emigholz (Germania Ovest)
- Eine Bewegung der Zeit, regia di Michael Kreihsl (Austria)
- A Bitter Message of Hopeless Grief, regia di Jon Reiss (Stati Uniti)
- The Black Dog, regia di Alison De Vere (Regno Unito)
- Black Menu, regia di Megan Daniels (Stati Uniti)
- Blues, Black & White, regia di Markus Imboden (Svizzera)
- Body, regia di Roland Schütz (Austria)
- Bonnland, regia di Helge Cramer e Claus Bertling (Germania Ovest)
- Bony a klid, regia di Vít Olmer (Cecoslovacchia)
- Brev från Sverige, regia di Jörn Donner (Svezia, Finlandia)
- Brise-glace, regia di Jean Rouch, Raúl Ruiz e Titte Törnroth (Svezia, Francia)
- Caramba, regia di Philippe Découflé (Francia)
- Cinéma, Cinémas, regia di Claude Ventura (Francia)
- Coup de boule, regia di Romuald Karmakar (Germania Ovest)
- Cura la tua destra... (Soigne ta droite), regia di Jean-Luc Godard (Francia, Svizzera)
- The Doctor Has Aids/Aids Drug Testing/Aids In the Workplace, regia di Lee Koromvokis (Stati Uniti)
- Dream City, regia di Steven Siegel (Stati Uniti)
- En el nombre del hijo, regia di Jorge Polaco (Argentina)
- Es hat mich sehr gefreut, regia di Mara Mattuschka (Austria)
- Fingered, regia di Richard Kern (Stati Uniti)
- Die Gefühle der Augen, regia di Silke Grossmann (Germania Ovest)
- Geld, regia di Sabine Groschup (Austria)
- Il grande Blek, regia di Giuseppe Piccioni (Italia)
- Grasso è bello (Hairspray), regia di John Waters (Stati Uniti)
- Guachoabel, regia di Víctor Alejandro González (Argentina)
- Haiti Dreams of Democracy, regia di Jonathan Demme (Stati Uniti)
- Hello Actors Studio, regia di Annie Tresgot (Francia, Stati Uniti)
- Henri Storck, cineast, regia di Robbe De Hert (Belgio)
- Hersenschimmen, regia di Heddy Honigmann (Paesi Bassi, Canada)
- Der Hilfsengel, regia di Ruben e Till Dellers (Svizzera)
- Hotel Acapulco, regia di Jochen Kuhn (Germania Ovest)
- Hótreál, regia di Ildikó Szabó (Ungheria)
- Hoxsey: How Healing Becomes a Crime, regia di Ken Ausubel (Stati Uniti)
- L'île sur la grande riviere, regia di Eric Trotta (Francia)
- Imagine, regia di Zbigniew Rybczyński (Stati Uniti)
- Im Grunde sind wir Kämpfer, regia di Michael Aue e Peter Sieglar (Germania Ovest)
- Infermental 7 - Buffalo, NY Edition, regia di Vera Body, Chris Hill, Peter Weibel, Tony Conrad e Rotraut Pape (Stati Uniti, Germania Ovest)[15][16]
- Inheritance, regia di Bill Donovan (Stati Uniti)
- In the Land of the Owl Turds, regia di Harrod Blank (Stati Uniti)
- Is-slottet, regia di Per Blom (Norvegia)
- Kaiser Schnitt, regia di Mara Mattuschka (Austria)
- Kein Ort für Sirenen, regia di Angelika Welz-Rommel (Germania Ovest)
- Ken Death Gets Out of Jail, regia di Gus Van Sant (Stati Uniti)
- Küss die Hand, Österreich, regia di Peter Hajek (Austria)
- Landlord Blues, regia di Jacob Burckhardt (Stati Uniti)
- Lebensausschnitte, regia di Anja Rechenbach (Germania Ovest)
- Legacy of the Hollywood Blacklist, regia di Judy Chaikin (Stati Uniti)
- De lyckliga ingenjörerna - Approaching Zero,000, regia di Stefania Svenstedt (Svezia)
- Mein Kampf, regia di Mara Mattuschka (Austria)
- Mendrol, regia di Francois Bruel (Francia)
- Les misérables, regia di Mara Mattuschka (Austria)
- Missile, regia di Frederick Wiseman (Stati Uniti)
- Die Musikerinnen, regia di Mara Mattuschka e Hans W. Poschauko (Austria)
- The Naked Cell, regia di John Crome (Regno Unito)
- Noch leb' ich ja, regia di Michael Aue (Germania Ovest)
- Normalsatz, regia di Heinz Emigholz (Germania Ovest)
- No Sense of Crime, regia di Julie Jacobs (Stati Uniti)
- Ostia, regia di Julian Cole (Regno Unito)
- Paradise Bar, regia di Christian von Tippelskirch (Stati Uniti)
- Uma Pedra no Bolso, regia di Joaquim Pinto (Portogallo)
- Pirates ni yoroshiku, regia di Kōichi Gotō (Giappone)
- Rachel River, regia di Sandy Smolan (Stati Uniti)
- Reefer and the Model, regia di Joe Comerford (Irlanda)
- Rights and Reactions: Lesbian & Gay Rights on Trial, regia di Jane Lippman e Phil Zwickler (Stati Uniti)
- Die Russen kommen, regia di Heiner Carow (Germania Est)
- Sand, regia di Susi Praglowski (Austria)
- The Short & Curlies, regia di Mike Leigh (Regno Unito)
- Sign o' the Times, regia di Prince (Stati Uniti, Canada)
- Steps, regia di Zbigniew Rybczyński (Stati Uniti, Regno Unito)
- Stiller, Garbo & Jag, regia di Claes Olsson e Alvaro Pardo (Finlandia)
- Still Life / Dialogue, regia di Bettina Marks (Stati Uniti)
- Una storia dei nostri giorni (Attention bandits!), regia di Claude Lelouch (Francia)
- Talking to Strangers, regia di Rob Tregenza (Stati Uniti)
- Tasse Kaffee Komplett, regia di Matz Müller (Germania Ovest)
- Tel Aviv-Berlin, regia di Tzipi Trope (Israele)
- Testamento Memori, regia di Michael Brynntrup (Germania Ovest)
- Testigo azul, regia di Francisco Rodriguez Fernandez (Spagna)
- Testing the Limits: NYC, regia di Testing the Limits Collective (Stati Uniti)
- Thomas hat kein Aids, regia di Claudia Fink (Germania Ovest)
- Transients, regia di Juan Valdivia (Stati Uniti)
- True Crime No Fiction, regia di Mark James (Regno Unito)
- TV Buster, regia di Anita Assal e John Hudson (Francia)
- Urge, regia di Billy Lux (Stati Uniti)
- Vec vidjeno, regia di Goran Markovic (Jugoslavia, Regno Unito)
- El vent de l'illa, regia di Gerardo Gormezano (Spagna)
- Verbieten verboten, regia di Lothar Lambert (Germania Ovest)
- Verfilmt, regia di Steffen Ulbrich (Germania Ovest)
- Die Verlockung, regia di Dieter Berner (Austria)
- Vorrang, regia di James Clay (Austria)
- Wall Street, regia di Oliver Stone (Stati Uniti)
- Widerstand am Strom: Hainburg - der österreichische Weg, regia di Roberto A. Epple (Svizzera)
- Die Wiese der Sachen, regia di Heinz Emigholz (Germania Ovest)
- A Winter Tan, regia di Jackie Burroughs, Louise Clark, John Frizzell, John Walker e Aerlyn Weissman (Canada)

### Forum internazionale del giovane cinema

#### Programma principale
- Ajantrik, regia di Ritwik Ghatak (India)
- All My Life, regia di Bruce Baillie (Stati Uniti)
- Amleto si mette in affari (Hamlet liikemaailmassa), regia di Aki Kaurismäki (Finlandia)
- Amma Ariyan, regia di John Abraham (India)
- El amor es una mujer gorda, regia di Alejandro Agresti (Argentina, Paesi Bassi)
- Antarctica Projekt, regia di Axel Engstfeld (Germania Ovest)
- Auf der Suche nach der verlorenen Zeit. Andrej Tarkowskijs Exil und Tod, regia di Ebbo Demant (Germania Ovest)
- Bantsuma - Bando Tsumasaburo no shogai, regia di Shunsui Matsuda (Giappone)
- Beirut: The Last Home Movie, regia di Jennifer Fox (Stati Uniti)
- The Big Blue, regia di Andrew Horn (Stati Uniti, Germania Ovest)
- Bird Now, regia di Marc Huraux (Belgio)
- Black Comedy (Family Viewing), regia di Atom Egoyan (Canada)
- Blonde Cobra, regia di Ken Jacobs (Stati Uniti)
- Caméra arabe, regia di Férid Boughedir (Tunisia)
- La casa e il mondo (Ghare-Baire), regia di Satyajit Ray (India)
- Chumlum, regia di Ron Rice (Stati Uniti)
- Circle Of Gold, regia di Uday Bhattacharya (Regno Unito)
- La comédie du travail, regia di Luc Moullet (Francia)
- Dani, Michi, Renato & Max, regia di Richard Dindo (Svizzera)
- Dharamtalla ka mela, regia di Abhijay Karlekar (India)
- Dogura magura, regia di Toshio Matsumoto (Giappone)
- Einstweilen wird es Mittag oder Die Arbeitslosen von Marienthal, regia di Karin Brandauer (Austria, Germania Ovest)
- Enigma, regia di Alberto Chiantaretto, Marco di Castri, Daniele Pianciola e Jean Rouch (Italia, Francia)
- En nombre de Dios, regia di Patricio Guzmán (Cile, Spagna)
- Eyes on the Prize I: America's Civil Rights Years 1954-1965, di Henry Hampton (Stati Uniti)
- Eyes on the Prize II: America at the Racial Crossroads 1965-1985, di Henry Hampton (Stati Uniti)
- Farfalle (Schmetterlinge), regia di Wolfgang Becker (Germania Ovest)
- Folie ordinaire d'une fille de Cham, regia di Jean Rouch (Francia)
- Frame Within the Frame, regia di Shri Yash Chaudhary (India)
- Friendship's Death, regia di Peter Wollen (Regno Unito)
- Gezocht: Lieve vader en moeder, regia di Sarah Marijnissen e Agna Rudolph (Paesi Bassi)
- Haitian Corner, regia di Raoul Peck (Germania Ovest, Francia, Stati Uniti, Haiti)
- Heimkehr - Von Berlin nach Lima, regia di Gerlinde Böhm (Germania Ovest)
- The Houses Are Full of Smoke, regia di Allan Francovich (Stati Uniti)
- Imagen Latente, regia di Pablo Perelman (Cile)
- India - Matri Bhumi, regia di Roberto Rossellini (Italia, Francia)
- Der Indianer, regia di Rolf Schübel (Germania Ovest)
- In Georgien, regia di Jürgen Böttcher (Germania Est)
- Inseln der Illusion, regia di Herbert Brödl (Germania Ovest)
- Kya hua is shahar ko?, regia di Deepa Dhanraj (India)
- The Last of England, regia di Derek Jarman (Regno Unito, Germania Ovest)
- Der lieben Mutter, regia di Roswitha Ziegler (Germania Ovest)
- Das Mikroskop, regia di Rudolf Thome (Germania Ovest)
- Mirch Masala, regia di Ketan Mehta (Regno Unito, India)
- Nachalo nevedomogo veka, regia di Larisa Šepit'ko e Andrej Smirnov (Unione Sovietica)
- Neprofessionaly, regia di Sergej Bodrov (Unione Sovietica)
- O logischer Garten, regia di Ingo Kratisch e Jutta Sartory (Germania Ovest)
- Om Dar-B-Dar, regia di Kamal Swaroop (India)
- Oridathu, regia di Govindan Aravindan (India)
- Perdizione (Kárhozat), regia di Béla Tarr (Ungheria)
- Rorret, regia di Fulvio Wetzl (Italia)
- Sagolandet, regia di Jan Troell (Svezia)
- Satyajit Ray, regia di Shyam Benegal (India)
- Die Seele des Geldes, regia di Peter Krieg (Germania Ovest)
- Shu jian en chou lu, regia di Ann Hui (Cina, Hong Kong)
- Signed: Lino Brocka, regia di Christian Blackwood (Stati Uniti)
- Stillegung, regia di Klaus Wildenhahn (Germania Ovest)
- Susman, regia di Shyam Benegal (India)
- The Time is now - Jetzt ist die Zeit, regia di Rolf Richter e Eduard Schreiber (Germania Est)
- Truyen co tich cho tuoi muoi bay, regia di Xuan Son Nguyen (Vietnam)
- Uppu, regia di V.K. Pavithran (India)
- W zawieszeniu, regia di Waldemar Krzystek (Polonia)
- Yeelen, la luce (Yeelen), regia di Souleymane Cissé (Mali, Burkina Faso, Francia, Germania Ovest, Giappone)
- Yi ge shi zhe dui sheng zhe de fang wen, regia di Huang Jian-zhong (Cina)
- Z.B. ... Otto Spalt, regia di René Perraudin (Germania Ovest)

- Omaggio a Totò
- Capriccio all'italiana – Episodio Che cosa sono le nuvole?, regia di Pier Paolo Pasolini (Italia)
- Dov'è la libertà...?, regia di Roberto Rossellini (Italia)
- Guardie e ladri, regia di Mario Monicelli e Steno (Italia)
- Miseria e nobiltà, regia di Mario Mattoli (Italia)
- Napoli milionaria, regia di Eduardo De Filippo (Italia)
- L'oro di Napoli – Episodio Il guappo, regia di Vittorio De Sica (Italia)
- Totò a colori, regia di Steno (Italia)
- Totò contro i quattro, regia di Steno (Italia)
- Totò diabolicus, regia di Steno (Italia)
- Totò e Carolina, regia di Mario Monicelli (Italia)
- Totò e Peppino divisi a Berlino, regia di Giorgio Bianchi (Italia)
- Totò, Peppino e... la dolce vita, regia di Sergio Corbucci (Italia)
- Uccellacci e uccellini, regia di Pier Paolo Pasolini (Italia)

- Il giovane cinema dell'Unione Sovietica
- Bidsina, regia di Tejmuras Kvantaliani (Unione Sovietica)
- Elegia (Elegiya), regia di Aleksandr Sokurov (Unione Sovietica)
- Ispytatel, regia di Ivan Dychovičnyj (Unione Sovietica)
- Zhertva vechernyaya, regia di Aleksandr Sokurov (Unione Sovietica)

- Due film di Jon Jost
- Bell Diamond, regia di Jon Jost (Stati Uniti)
- Plain Talk & Common Sense, regia di Jon Jost (Stati Uniti, Regno Unito)

- Due film di Lee Jang-ho
- Babo seoneon, regia di Lee Jang-ho (Corea del Sud)
- Nageuneneun kileseodo swiji anhneunda, regia di Lee Jang-ho (Corea del Sud)

- Il "film aperto" - Corea del Sud 1984-87
- Baekilmong, regia di Lee Chung-guk (Corea del Sud)
- Beoryochin usan, regia di Cho Chin (Corea del Sud)
- Gangaji jukneunda, regia di Park Kwang-woo (Corea del Sud)
- Gunali omyon, regia di Chang Dong-heung (Corea del Sud)
- Kant-ssi ui palpyohoe, regia di Kim Tae-yeong (Corea del Sud)
- Kongchang ui bulpit, regia di Lee Eun (Corea del Sud)
- Ultarirul neomoseo, regia di Chung Sung-jin (Corea del Sud)

#### Il Nuovo cinema tedesco
- Bagdad Café (Out of Rosenheim), regia di Percy Adlon (Germania Ovest, Stati Uniti)
- Cobra Verde, regia di Werner Herzog (Germania Ovest)
- Drachenfutter, regia di Jan Schütte (Germania Ovest, Svizzera)
- Essere donne (Felix), regia di Christel Buschmann, Helke Sander, Helma Sanders-Brahms e Margarethe von Trotta (Germania Ovest)
- Geierwally, regia di Walter Bockmayer (Germania Ovest)
- Der Gläserne Himmel, regia di Nina Grosse (Germania Ovest)
- Irgendwie Power machen..., regia di Wolfg Ettlich (Germania Ovest)
- Katzenjammer Kids, regia di Waltraud Ehrhard (Germania Ovest)
- Komplizinnen, regia di Margit Czenki (Germania Ovest)
- Lockwood Desert, Nevada, regia di Hans Noever (Germania Ovest)
- Das Mädchen mit den Feuerzeugen, regia di Ralf Huettner (Germania Ovest)
- Der Madonna-Mann, regia di Hans-Christoph Blumenberg (Germania Ovest)
- Magic Sticks, regia di Peter Keglevic (Stati Uniti, Germania Ovest)
- Die Nacht des Marders, regia di Maria Theresia Wagner (Germania Ovest)
- Schloß Königswald, regia di Peter Schamoni (Germania Ovest)
- Sierra Leone, regia di Uwe Schrader (Germania Ovest)
- Taxi nach Kairo, regia di Frank Ripploh (Germania Ovest)
- Des Teufels Paradies, regia di Vadim Glowna (Germania Ovest)
- Der Unsichtbare, regia di Ulf Miehe (Germania Ovest)
- Vergessen Sie's, regia di C. Cay Wesnigk (Germania Ovest)
- Wann, wenn nicht jetzt, regia di Michael Juncker (Germania Ovest)
- Der Werwolf von W., regia di Manfred Müller (Germania Ovest)

#### Video e Super 8
- ...mit 22 Jahren wollte man noch nicht sterben, regia di Rainer Ritzel (Germania Ovest)
- 00580 annotazioni per un documentario su Pozzuoli, regia di Giuseppe M. Gaudino (Italia)
- 9 Uhr ab Wien Westbahnhof, regia di Ernst A. Grandits (Austria)
- Effetto Puglia, regia di Annabella Miscuglio (Italia)
- Identity-Kid, regia di Ed Cantu (Germania Ovest)
- Leylouna notre nuit, regia di Yamine Khlat (Francia, Libano)
- Projekt Arthur - Die Gewaltfrage 1968, regia di Didi Danquart (Germania Ovest)
- Schuld und Sühne, regia di Andrzej Wajda (Austria, Germania)

Video di George Kuchar
- Calling Dr. Petrov, regia di George Kuchar (Stati Uniti)
- Cult of the Cubicles, regia di George Kuchar (Stati Uniti)
- Rainy Season, regia di George Kuchar (Stati Uniti)
- Video Album 4, regia di George Kuchar (Stati Uniti)
- Weather Diary 1, regia di George Kuchar (Stati Uniti)

Super 8 di Vivienne Dick
- Beauty Becomes the Beast, regia di Vivienne Dick (Stati Uniti)
- Guerillere Talks, regia di Vivienne Dick (Stati Uniti)
- Liberty's Booty, regia di Vivienne Dick (Stati Uniti)
- Like Down to Dust, regia di Vivienne Dick (Stati Uniti)
- Loisaida, regia di Vivienne Dick (Stati Uniti)
- She Had Her Gun All Ready, regia di Vivienne Dick (Stati Uniti)
- Visibility: Moderate, regia di Vivienne Dick (Stati Uniti)

### Kinderfilmfest
- 4 cuccioli da salvare (Benji the Hunted), regia di Joe Camp (Stati Uniti)
- Aaj Ka Robin Hood, regia di Tapan Sinha (India)
- Air Pirates of the Outback, regia di David Johnson (Australia)
- Le avventure del piccolo tostapane (The Brave Little Toaster), regia di Jerry Rees (Stati Uniti, Taiwan, Giappone)
- Hasenherz, regia di Gunter Friedrich (Germania Est)
- Herr Bohm och sillen, regia di Peter Cohen e Olof Landström (Svezia)
- Kalle Stropp och Grodan Boll, regia di Jan Gissberg (Svezia)
- Kenny, regia di Claude Gagnon (Giappone, Stati Uniti, Canada)
- Lakomá Barka, regia di Vlasta Pospísilová (Cecoslovacchia)
- Mälarpirater, regia di Allan Edwall (Svezia)
- Medved Bojan - Fotograf, regia di Branko Ranitovic (Jugoslavia)
- Medved Bojan - V Cirkusu, regia di Branko Ranitovic (Jugoslavia)
- Mel wad lhih, regia di Mohamed Abbazi (Marocco)
- Na zlatom kryltse sideli, regia di Boris Rytsarev (Unione Sovietica)
- Outsider, regia di Zdenek Sirový (Cecoslovacchia)
- Patilata na Spas i Nely, regia di Georgi Stoev (Bulgaria)
- Prinsen av Fogo, regia di Inge Tenvik (Norvegia)
- Il puledro (The Great Land of Small), regia di Vojtech Jasný (Canada)
- Strit og Stumme, regia di Jannik Hastrup (Danimarca)
- Szeleburdi vakáció, regia di György Palásthy (Ungheria)
- Tri lutalice, regia di Zlatko Pavlinic e Neven Petricic (Jugoslavia)
- Vom Knaben, der das Hexen lernen wollte, regia di Lothar Barke (Germania Est)

### Retrospettiva
- Agonia sui ghiacci (Way Down East), regia di D.W. Griffith (Stati Uniti)
- L'albero degli zoccoli, regia di Ermanno Olmi (Italia)
- Anticipation of the Night, regia di Stan Brakhage (Stati Uniti)
- Le avventure di Tom Sawyer (The Adventures of Tom Sawyer), regia di Norman Taurog (Stati Uniti)
- Das Bad auf der Tenne, regia di Volker von Collande (Germania)
- Il barone di Münchhausen (Münchhausen), regia di Josef von Báky (Germania)
- Barry Lyndon, regia di Stanley Kubrick (Regno Unito, Stati Uniti)
- La bella di Memphis (The Memphis Belle: A Story of a Flying Fortress), regia di William Wyler (Stati Uniti)
- La bella di New York (The Belle of New York), regia di Charles Walters (Stati Uniti)
- La Belle Meunière, regia di Marcel Pagnol (Francia)
- La bionda esplosiva (Will Success Spoil Rock Hunter?), regia di Frank Tashlin (Stati Uniti)
- The Birth of the Robot, regia di Len Lye (Regno Unito)
- Brigadoon, regia di Vincente Minnelli (Stati Uniti)
- Carmen ritorna a casa (Karumen kokyō ni kaeru), regia di Keisuke Kinoshita (Giappone)
- Il carretto fantasma (Körkarlen), regia di Victor Sjöström (Svezia)
- I cavalieri del Nord Ovest (She Wore a Yellow Ribbon), regia di John Ford (Stati Uniti)
- Cercatrici d'oro (Gold Diggers of Broadway), regia di Roy Del Ruth (Stati Uniti)
- A Colour Box, regia di Len Lye (Regno Unito)
- Concerto Bandistico (The Band Concert), regia di Wilfred Jackson (Stati Uniti)
- La congiura degli innocenti (The Trouble with Harry), regia di Alfred Hitchcock (Stati Uniti)
- La Cucaracha, regia di Lloyd Corrigan (Stati Uniti)
- Il dottor X (Doctor X), regia di Michael Curtiz (Stati Uniti)
- Duello al sole (Duel in the Sun), regia di King Vidor (Stati Uniti)
- È nata una stella (A Star Is Born), regia di William A. Wellman (Stati Uniti)
- English Harvest, regia di Humphrey Jennings (Regno Unito)
- Fantasia, di registi vari (Stati Uniti)
- Fior di loto (The Toll of the Sea), regia di Chester M. Franklin (Stati Uniti)
- Il fiume (The River), regia di Jean Renoir (Francia, Regno Unito, India, Stati Uniti)
- Futurismo (L'inhumaine), regia di Marcel L'Herbier (Francia)
- Il gabinetto del dottor Caligari (Das Cabinet des Dr. Caligari), regia di Robert Wiene (Germania)
- Die Geschichte vom kleinen Muck, regia di Wolfgang Staudte (Germania Est)
- Il giardino di Allah (The Garden of Allah), regia di Richard Boleslawski (Stati Uniti)
- Gloria!, regia di Hollis Frampton (Stati Uniti)
- Große Freiheit Nr. 7, regia di Helmut Käutner (Germania Ovest)
- Grunya Kornakova, regia di Nikolaj Ėkk (Unione Sovietica)
- Gypsy Sweetheart, regia di Ralph Staub (Stati Uniti)
- Johnny Guitar, regia di Nicholas Ray (Stati Uniti)
- Komposition in Blau, regia di Oskar Fischinger (Germania)
- Kreise, regia di Oskar Fischinger (Germania)
- La leggenda di Robin Hood (The Adventures of Robin Hood), regia di Michael Curtiz e William Keighley (Stati Uniti)
- Lola, regia di Rainer Werner Fassbinder (Germania Ovest)
- Il lottatore e il clown (Borets i kloun), regia di Boris Barnet e Konstantin Judin (Unione Sovietica)
- Märkische Fahrt, regia di Kurt Rupli (Germania)
- La maschera di cera (Mystery of the Wax Museum), regia di Michael Curtiz (Stati Uniti)
- Moby Dick, la balena bianca (Moby Dick), regia di John Huston (Regno Unito, Stati Uniti)
- Moulin Rouge, regia di John Huston (Regno Unito)
- Muratti greift ein, regia di Oskar Fischinger (Germania)
- Narciso nero (Black Narcissus), regia di Michael Powell e Emeric Pressburger (Regno Unito)
- On Parade, regia di George Pal (Regno Unito)
- Il palloncino rosso (Le ballon rouge), regia di Albert Lamorisse (Francia)
- Per chi suona la campana (For Whom the Bell Tolls), regia di Sam Wood (Stati Uniti)
- La porta dell'inferno (Jigokumon), regia di Teinosuke Kinugasa (Giappone)
- La prigioniera del destino (Opfergang), regia di Veit Harlan (Germania)
- Professione: reporter, regia di Michelangelo Antonioni (Italia, Spagna, Francia)
- Ramona, regia di Henry King (Stati Uniti)
- Il re del jazz (King of Jazz), regia di John Murray Anderson (Stati Uniti)
- Sangue e arena (Blood and Sand), regia di Rouben Mamoulian (Stati Uniti)
- Scala al paradiso (A Matter of Life and Death), regia di Michael Powell e Emeric Pressburger (Regno Unito)
- Scarpette rosse (The Red Shoes), regia di Michael Powell e Emeric Pressburger (Regno Unito)
- Senso, regia di Luchino Visconti (Italia)
- Il sentiero del pino solitario (The Trail of the Lonesome Pine), regia di Henry Hathaway (Stati Uniti)
- Serene Velocity, regia di Ernie Gehr (Stati Uniti)
- Un sogno lungo un giorno (One from the Heart), regia di Francis Ford Coppola (Stati Uniti)
- Sons of Liberty, regia di Michael Curtiz (Stati Uniti)
- La spada di Montecristo (The Sword of Monte Cristo), regia di Maurice Geraghty (Stati Uniti)
- Una storia americana (Made in U.S.A.), regia di Jean-Luc Godard (Francia)
- Tardo autunno (Akibiyori), regia di Yasujirō Ozu (Giappone)
- I tre porcellini (Three Little Pigs), regia di Burt Gillett (Stati Uniti)
- Un uomo tranquillo (The Quiet Man), regia di John Ford (Stati Uniti)
- I vichinghi (The Viking), regia di Roy William Neill (Stati Uniti)
- Vier um die Frau, regia di Fritz Lang (Germania)
- I vivi e i morti (House of Usher), regia di Roger Corman (Stati Uniti)
- La volpe (Gone to Earth), regia di Michael Powell e Emeric Pressburger (Regno Unito)

## Premi

### Premi della giuria internazionale
- Orso d'oro: Sorgo rosso di Zhang Yimou
- Orso d'argento, gran premio della giuria: La commissaria di Aleksandr Askol'dov
- Orso d'argento per il miglior regista: Norman Jewison per Stregata dalla luna
- Orso d'argento per la migliore attrice: Holly Hunter, per Dentro la notizia - Broadcast News di James L. Brooks
- Orso d'argento per il miglior attore: ex aequo Jörg Pose e Manfred Möck, per Einer trage des anderen Last di Lothar Warneke
- Orso d'argento per il miglior contributo artistico: Miguel Pereira, per la regia di La deuda interna
- Orso d'argento per il miglior contributo singolo: Janusz Zaorski, per la regia e la sceneggiatura di Matka Królów
- Orso d'oro per il miglior cortometraggio: Oblast di Zdravko Barisic
- Orso d'argento, premio della giuria (cortometraggi): Láska na první pohled di Pavel Koutský

### Premi onorari
- Orso d'oro alla carriera: Alec Guinness
- Berlinale Kamera: Richard Attenborough, Chuck Berry, Guglielmo Biraghi, Ellen Burstyn

### Premi della Kinderjury
- Kinderjury Prize: Hasenherz di Gunter Friedrich

### Premi delle giurie indipendenti
- Premio FIPRESCI: La commissaria di Aleksandr Askol'dov
Menzione d'onore: Matka Królów di Janusz Zaorski
Menzione d'onore (fuori concorso): Storia di Asja Kljačina che amò senza sposarsi di Andrej Končalovskij
- Premio FIPRESCI (Forum): Dani, Michi, Renato & Max di Richard Dindo
- Premio OCIC: La commissaria di Aleksandr Askol'dov
Menzione d'onore: La deuda interna di Miguel Pereira
Menzione d'onore (Forum): En nombre de Dios di Patricio Guzmán
- Premio INTERFILM Otto Dibelius:[17] La commissaria di Aleksandr Askol'dov
Raccomandazioni: Einer trage des anderen Last di Lothar Warneke e La deuda interna di Miguel Pereira
Premio INTERFILM (Forum): Der Indianer di Rolf Schübel
Raccomandazioni: Black Comedy di Atom Egoyan e Sagolandet di Jan Troell
- Premio CICAE Art Cinema (Forum): The Last of England di Derek Jarman
- Premio CICAE Art Cinema (Panorama): Terirem di Apostolos C. Doxiadis e Brise-glace di Jean Rouch, Raúl Ruiz e Titte Törnroth
- Premio UNICEF: Hasenherz di Gunter Friedrich
Menzione d'onore: Aaj Ka Robin Hood di Tapan Sinha e Kenny di Claude Gagnon
- Premio CIFEJ: Kenny di Claude Gagnon
Menzione d'onore: Herr Bohm och sillen di Peter Cohen e Olof Landström
- Peace Film Prize: Signed: Lino Brocka di Christian Blackwood
Menzione d'onore: En nombre de Dios di Patricio Guzmán, Grido di libertà di Richard Attenborough e Risk di Dmitri Barshchevsky
- Premio Caligari: Nageuneneun kileseodo swiji anhneunda di Lee Jang-ho
- Teddy Award:
Miglior lungometraggio: The Last of England di Derek Jarman
Miglior documentario: Rights and Reactions: Lesbian & Gay Rights on Trial di Jane Lippman e Phil Zwickler
Miglior film d'essai: Die Wiese der Sachen di Heinz Emigholz
Miglior cortometraggio: Alfalfa di Richard Kwietniowski
Premio della giuria: Tilda Swinton

### Premi dei lettori
- Premio dei lettori della Berliner Morgenpost: Einer trage des anderen Last di Lothar Warneke
- Premio dei lettori di Zitty: Babo seoneon di Lee Jang-ho